# وولفزن
وولفزن (به آلمانی: Wulfsen) یک شهر در آلمان است که در Salzhausen واقع شده‌است. وولفزن ۱٬۶۲۹ نفر جمعیت دارد.